# Bhinga
Bhinga (hindi भिन्गा) – miasto w północnych Indiach w stanie Uttar Pradesh, na Nizinie Hindustańskiej.
Populacja miasta w 2001 roku wynosiła 20 400 mieszkańców.